# 센타우르
센타우르(영어: Centaur)는 미국의 로켓이다. 액체 수소와 액체 산소를 연료로 사용하는 최초의 로켓이며, RL-10 엔진 (추력 66.7 kN)을 한 개 또는 두 개 장착한다.